# Seirei Gensouki: Spirit Chronicles
Seirei Gensouki: Spirit Chronicles (jap. 精霊幻想記 Seirei gensōki) – seria light novel napisana przez Yuri Kitayamę i ilustrowana przez Riv, publikowana online między lutym 2014 a październikiem 2020 w serwisie Shōsetsuka ni narō. Później została przejęta przez wydawnictwo Hobby Japan, które wydaje ją pod imprintem HJ Bunko od października 2015.
Adaptacja w formie mangi z ilustracjami tenkli była wydawana online od października 2016 do lutego 2017 za pośrednictwem strony Comic Fire wydawnictwa Hobby Japan. Druga manga z rysunkami Futago Minadukiego ukazuje się na tej samej stronie od lipca 2017. 
Na podstawie powieści studio TMS Entertainment wyprodukowało serial anime, który emitowany był od lipca do września 2021. Drugi sezon emitowano od października do grudnia 2024.

## Bohaterowie

### Główni
- Haruto Amakawa (jap. 天川春人 Amakawa Haruto) / Rio (jap. リオ)

Seiyū: Yoshitsugu Matsuoka, Ayaka Suwa (dziecko) 
- Celia Claire (jap. セリア＝クレール Seria Kurēru)

Seiyū: Akane Fujita 
- Aishia (jap. アイシア)

Seiyū: Yūki Kuwahara 
- Endo Suzune (jap. 遠藤涼音 Suzune Endo) / Latifa (jap. ラティーファ Ratīfa)

Seiyū: Tomori Kusunoki 
- Miharu Ayase (jap. 綾瀬美春 Ayase Miharu)

Seiyū: Sayaka Harada 
- Christina Beltrum (jap. クリスティーナ＝ベルトラム Kurisutīna Berutoramu)

Seiyū: Sayumi Suzushiro 
- Flora Beltrum (jap. フローラ＝ベルトラム Furōra Berutoramu)

Seiyū: Kaede Hondo 
- Satsuki Sumeragi (jap. 皇沙月 Sumeragi Satsuki)

- Rikka Minamoto (jap. 源立夏 Minamoto Rikka) / Liselotte Cretia (jap. リーゼロッテ＝クレティア Rīzerotte Kuretia)

Seiyū: Nao Tōyama 

### Szlachta
- Roanna Fontaine (jap. ロアナ＝フォンティーヌ Roana Fontīnu)

Seiyū: Sayaka Kaneko 
- Alfred Emerle (jap. アルフレッド＝エマール Arufureddo Emāru)

Seiyū: Kenji Hamada 
- Charles Arbor (jap. シャルル＝アルボー Sharuru Arubō)

Seiyū: Atsushi Tamaru 
- Lucius (jap. ルシウス Rushiusu)

Seiyū: Kōsuke Toriumi 
- Reiss Vulfe (jap. レイス＝ヴォルフ Reisu Vuorufu)

Seiyū: Kōji Yusa 

### Przywołani
- Aki Sendou (jap. 千堂亜紀 Sendō Aki)

Seiyū: Marika Kōno 
- Masato Sendou (jap. 千堂雅人 Sendō Masato)

Seiyū: Aguri Ōnishi 
- Takahisa Sendou (jap. 千堂貴久 Sendō Takahisa)

- Rui Shigekura (jap. ルイ・シゲクラ Shigekura Rui)

- Hiroaki Sakata (jap. 坂田弘明 Sakata Hiroaki)

Seiyū: Hiroyuki Yoshino 
- Renji Kikuchi (jap. 菊池 蓮司 Kikuchi Renji)

- Erika Sakuraba (jap. 桜葉エリカ Sakuraba Erika)

### Seirei no tami
- Sara (jap. サラ)

Seiyū: Hiyori Nitta 
- Alma (jap. アルマ Aruma)

Seiyū: Asuka Nishi 
- Orphia (jap. オーフィア Ōfia)

Seiyū: Yukina Shutō 

## Light novel
Seria wydawana jest od 1 października 2015 nakładem wydawnictwa Hobby Japan pod imprintem HJ Bunko. Według stanu na 1 lutego 2024, do tej pory ukazało się 25 tomów.
| Nr | Data wydania (język japoński) | ISBN (język japoński)  |
| -- | ----------------------------- | ---------------------- |
| 1  | 1 października 2015           | ISBN 978-4-79861-098-6 |
| 2  | 1 grudnia 2015                | ISBN 978-4-79861-130-3 |
| 3  | 1 marca 2016                  | ISBN 978-4-79861-186-0 |
| 4  | 1 czerwca 2016                | ISBN 978-4-79861-235-5 |
| 5  | 1 września 2016               | ISBN 978-4-79861-283-6 |
| 6  | 29 grudnia 2016               | ISBN 978-4-79861-343-7 |
| 7  | 1 kwietnia 2017               | ISBN 978-4-79861-429-8 |
| 8  | 1 września 2017               | ISBN 978-4-79861-516-5 |
| 9  | 29 grudnia 2017               | ISBN 978-4-79861-606-3 |
| 10 | 31 marca 2018                 | ISBN 978-4-79861-677-3 |
| 11 | 1 września 2018               | ISBN 978-4-79861-748-0 |
| 12 | 1 grudnia 2018                | ISBN 978-4-79861-821-0 |
| 13 | 1 kwietnia 2019               | ISBN 978-4-79861-907-1 |
| 14 | 1 sierpnia 2019               | ISBN 978-4-79861-977-4 |
| 15 | 30 listopada 2019             | ISBN 978-4-79862-058-9 |
| 16 | 1 kwietnia 2020               | ISBN 978-4-79862-186-9 |
| 17 | 1 września 2020               | ISBN 978-4-79862-260-6 |
| 18 | 1 grudnia 2020                | ISBN 978-4-79862-367-2 |
| 19 | 1 kwietnia 2021               | ISBN 978-4-79862-478-5 |
| 20 | 1 września 2021               | ISBN 978-4-79862-552-2 |
| 21 | 1 marca 2022                  | ISBN 978-4-79862-752-6 |
| 22 | 1 sierpnia 2022               | ISBN 978-4-79862-887-5 |
| 23 | 1 lutego 2023                 | ISBN 978-4-79863-040-3 |
| 24 | 1 sierpnia 2023               | ISBN 978-4-79863-240-7 |
| 25 | 1 lutego 2024                 | ISBN 978-4-79863-403-6 |

## Manga
Adaptacja w formie mangi z ilustracjami autorstwa tenkli była wydawana online od października 2016 do lutego 2017 za pośrednictwem strony Comic Fire, jednakże została przerwana z powodu słabego zdrowia artysty. Druga manga rysowana przez Futago Minadukiego ukazuje się na tej samej stronie od lipca 2017. Następnie wydawnictwo Hobby Japan rozpoczęło zbieranie rozdziałów do wydań w formacie tankōbon, których pierwszy tom ukazał się 27 grudnia tego samego roku. Według stanu na 29 września 2023, do tej pory wydano 10 tomów.
| Nr | Data wydania (język japoński) | ISBN (język japoński)  |
| -- | ----------------------------- | ---------------------- |
| 1  | 27 grudnia 2017               | ISBN 978-4-79861-598-1 |
| 2  | 27 czerwca 2018               | ISBN 978-4-79861-716-9 |
| 3  | 27 listopada 2018             | ISBN 978-4-79861-809-8 |
| 4  | 26 lipca 2019                 | ISBN 978-4-79861-967-5 |
| 5  | 27 kwietnia 2020              | ISBN 978-4-79862-200-2 |
| 6  | 26 grudnia 2020               | ISBN 978-4-79862-374-0 |
| 7  | 2 sierpnia 2021               | ISBN 978-4-79862-560-7 |
| 8  | 30 kwietnia 2022              | ISBN 978-4-79862-650-5 |
| 9  | 1 lutego 2023                 | ISBN 978-4-79862-995-7 |
| 10 | 29 września 2023              | ISBN 978-4-79863-211-7 |

## Anime
Adaptacja w formie telewizyjnego serialu anime została zapowiedziana 27 listopada 2020. Seria została zanimowana przez studio TMS Entertainment we współpracy z Wao World i wyreżyserowana przez Osamu Yamasakiego. Za scenariusz odpowiadają Yamasaki, Mitsutaka Hirota, Megumu Sasano i Yoshiko Nakamura, postacie zaprojektowała Kyoko Yufu, a muzykę skomponował Yasuyuki Yamazaki. Serial był emitowany od 6 lipca do 21 września 2021 w stacjach TV Tokyo, BS Fuji i AT-X. Motywem otwierającym jest „New story” autorstwa Mariki Kōno, kończącym zaś „Elder flower” w wykonaniu Aguri Ōnishi. Prawa do emisji poza Azją nabył Crunchyroll. 28 października 2021 Crunchyroll ogłosił, że seria otrzyma angielski dubbing, którego premiera odbyła się 27 grudnia tego samego roku.
5 listopada 2021 zapowiedziano powstanie drugiego sezonu. Emisja rozpoczęła się 8 października i zakończyła 24 grudnia 2024. Motyw otwierający, zatytułowany „Auftakt” (jap. アウフタクト Aufutakuto), wykonuje Aguri Ōnishi, natomiast końcowy, „Shuntaika” (jap. 春待歌), zaśpiewała Nanaka Suwa.

### Lista odcinków
| №  | Tytuł                                                       | Reżyseria          | Scenariusz       | Premiera         |
| -- | ----------------------------------------------------------- | ------------------ | ---------------- | ---------------- |
| 1  | Memories of the Previous World Zense no kioku (前世の記憶)  | Daisuke Hiraoka    | Osamu Yamasaki   | 6 lipca 2021     |
| 2  | Royal Academy Ōritsu gakuin (王立学院)                      | Osamu Honma        | Mitsutaka Hirota | 13 lipca 2021    |
| 3  | Kingdom of Lies Itsuwari no ōkoku (偽りの王国)              | Rion Kujō          | Megumu Sasano    | 20 lipca 2021    |
| 4  | The Assassin Girl Ansatsusha no shōjo (暗殺者の少女)        | Rion Kujō          | Yoshiko Nakamura | 27 lipca 2021    |
| 5  | Forest of Spirits Seirei no mori (精霊の森)                 | Takeshi Tomita     | Osamu Yamasaki   | 3 sierpnia 2021  |
| 6  | Festival Night Matsuri no yoru (祭りの夜)                   | Yūsaku Saotome     | Mitsutaka Hirota | 10 sierpnia 2021 |
| 7  | Land of Promises Yakusoku no chi (約束の地)                 | Osamu Honma        | Megumu Sasano    | 17 sierpnia 2021 |
| 8  | Royal Lineage Ōke no keifu (王家の系譜)                     | Sumito Sasaki      | Yoshiko Nakamura | 24 sierpnia 2021 |
| 9  | Each of Their Decisions Sorezore no ketsui (それぞれの決意) | Takeshi Tomita     | Osamu Yamasaki   | 31 sierpnia 2021 |
| 10 | A Spirit’s Awakening Seirei no mezame (精霊の目覚め)        | Yūsaku Saotome     | Mitsutaka Hirota | 7 września 2021  |
| 11 | Silver Bride Hakugin no hanayome (白銀の花嫁)               | Shin’ichi Fukumoto | Megumu Sasano    | 14 września 2021 |
| 12 | Fated Reunion Unmei no saikai (運命の再会)                  | Osamu Yamasaki     | Yoshiko Nakamura | 21 września 2021 |